# Fairchild AUM-N-2 Petrel
Фэрчайлд AUM-N-2 «Петрел» (англ. Petrel — буревестник) — противокорабельная ракета-торпеда ВМС США. Первая (и единственная принятая на вооружение) в серии ракето-торпед Kingfisher (англ. — зимородок). Разрабатывалась с 1944 по 1955 год, с 1955 — основная ПКР США. Состояла на вооружении недолго, всего до 1959 года.

## История
Работы над ракето-торпедами были начаты в рамках программы SWOD еще в 1944 году, под эгидой Бюро Боеприпасов ВМС США. Начатые работы сразу по нескольким управляемым снарядам были позже объединены в отдельную программу Kingfisher. Будущий «Petrel» был обозначен в ней как Kingfisher-C. В её рамках разрабатывались все ранние ракето-торпеды США.

## Конструкция
Конструктивно, «Petrel» был довольно простой системой. Его основным элементом была самонаводящаяся акустическая торпеда Mk-21 — первая быстроходная акустическая торпеда, разработанная ВМС США. Скорость торпеды (максимальная) составляла порядка 33 узлов при дальности до 5800 метров, она могла поражать практически все существующие виды надводных кораблей.
К корпусу торпеды был прикреплен сравнительно простой деревянный планер, оснащенный легким турбореактивным двигателем Fairchild J44 и управляющими поверхностями. При помощи пиропатронов, планер мог быть легко отстрелен, и торпеда падала в воду, автоматически начиная поиск цели.
После запуска с борта самолёта-носителя, «Petrel» включал двигатель и плавно снижался до высоты 60 метров над уровнем моря. Наведение ракеты было полуактивным — установленная на планере аппаратура принимала отраженный от цели сигнал РЛС самолёта-носителя (в качестве такового предполагался Lockheed P-2 Neptune) и автопилот удерживал снаряд на курсе. Максимальная скорость снаряда составляла порядка 600 километров в час, предельная эффективная дальность — 32 километра. Приблизившись к цели на дистанцию около 1400 метров, ракето-торпеда отключала двигатель, отстреливала крылья и рулевые плоскости, и падала в воду. Акустическая пассивная ГСН торпеды улавливала шум винтов корабля противника, и торпеда наводилась на цель.

## ТТХ
- Длина: 732 см
- Размах крыльев (планера): 401 см
- Диаметр: 61 см
- Вес: 1700 кг
- Скорость: 604 км/ч в воздухе/33,5 узла в воде
- Дальность: 32 км
- Система наведения: полуактивная радиолокационная на маршевом участке/пассивная акустическая на терминальном участке
- Боевая часть: Акустическая самонаводящаяся авиационная торпеда Mark 21 Mod 2

## Развертывание

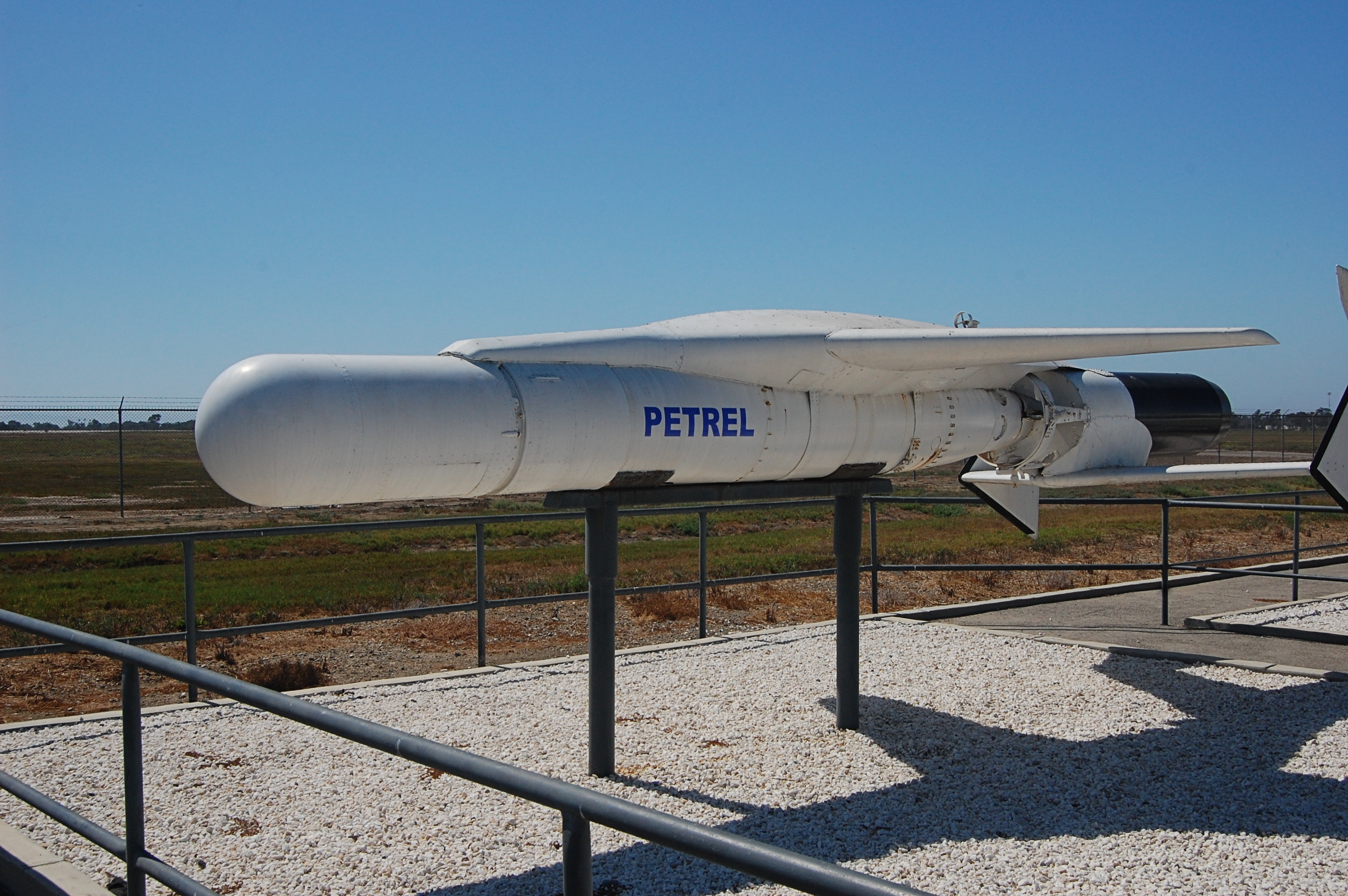
«Петрел» в ракетном парке Пойнт-Мугу, Калифорния

После чрезвычайно затянувшегося цикла разработки, ракета в итоге все-таки была принята на вооружение под обозначением AUM-N-2. С 1956 года, ракеты «Petrel» развертывались на патрульных самолетах Lockheed P-2 Neptune.
Несмотря на изначальное обозначение AUM (англ. Air-to-Underwater Missile — противолодочная авиационная (управляемая) ракета), практика эксплуатации торпеды Mk-21 показала, что она неспособна эффективно применяться против субмарин под водой. Причиной тому была высокая шумность торпеды. Поэтому функции «Petrel» были ограничены поражением надводных целей и субмарин в надводном положении.
Флот США, со своей стороны, никогда не придавал особого значения «Petrel». Она рассматривалась исключительно как вспомогательное оружие. Её недостаточный радиус действия и необходимость в подсветке цели радаром самолёта-носителя сильно ограничивали эффективность применения. Главным же недостатком была полная невозможность применения по подводным целям. В 1950-х годах, надводный флот СССР не рассматривался ВМФ США как серьёзная угроза, требующая активного создания специфического противокорабельного оружия. В то же время, быстрое увеличение советского подводного флота с вступлением в его состав новых ДЭПЛ проекта 613, заставляло сконцентрировать основные усилия на развитии средств противолодочной обороны.
В результате, «Petrel» разворачивались флотом США только в резервных эскадрильях. В 1959 году ракето-торпеда «Petrel» была снята с вооружения. Оставшиеся снаряды были переоборудованы в летающие мишени AQM-41A, и использовались на учениях флота до середины 1960-х.